# Nova (Fernsehsender)
Nova ist ein spanischer digitaler terrestrischer Fernsehsender.

## Geschichte und Programmschwerpunkte
Nova gehört zur Atresmedia Corporación. Die regelmäßigen Sendungen begannen am 30. November 2005 unter dem Namen Antena.Nova (gesprochen „Antena dot Nova“), bis der Sender am 6. August 2010 seinen vorherigen Namen in den aktuellen änderte. Mit Seifenopern, Serien und Spielfilmen sowie Sendungen rund um das Thema „Zuhause“ richtet er sich vorzugsweise an das weibliche Publikum.